# Adolf Veselý (novinář)
Adolf Veselý (4. ledna 1886 Lipůvka – 7. května 1961 Praha) byl moravský úředník, redaktor, spisovatel, básník a překladatel.

## Život
Narodil se v rodině Václava Veselého hostinského v Lipůvce a Marie rozené Mocové. Měl sestru Františku (1887–1887). Se ženou Zinou se oženil r. 1919, měli dceru Jiřinu.
Vystudoval reálku a Vysoké učení technické (obor stavební inženýrství) v Brně, kde se stal redaktorem Moravské orlice a Lidových novin. V letech 1912–1929 byl členem Moravského kola spisovatelů, jednatelem v letech 1921–1927. Z Brna odešel do Prahy, kde pracoval jako redaktor Ottova nakladatelství, Národních listů, Slovanského Jadranu a také jako úředník tiskové služby prezidia ministerské rady.
Byl žurnalista, lyrický i epický básník, beletrista, překladatel, literární a výtvarný kritik. Používal pseudonym Oskar Révin a Petr Horner. V Praze XI bydlel na adrese Blodkova 1.

## Dílo

### Verše
- Epitaxy na některé mladé muže a paní řečkovické – Řečkovice: Sokol, 1906
- Řeč země – Brno: vlastním nákladem; Praha: Hejda a Tuček, 1910
- Kniha interieurů: bibliofilie – Moravská Ostrava: Adolf Perout, 1912
- Kniha lásky: kruh čtyř básní epických – Moravská Ostrava: A. Perout, 1913
- Lyrický rok 1913 [... Adolf Veselý: Večer v podletí ...] – uspořádal Fr. S. Procházka. Praha: František Topič, 1913[4]
- Letec: kniha básní z roku 1914–1916 – vyzdobil L. Hladovec. Praha: František Švejda, 1917
- Život v zákopech: básně z r. 1914–1916 – Praha: F. Švejda, 1917
- Česká lyra [... Adolf Veselý: Žlutý pokoj. Slavnost lánů ...] – uspořádal Fr. S. Procházka. Praha: Unie, 1918[5]
- Národní hrdina generál Dr. M. R. Štefánik [... Adolf Veselý: Slovenská země přijímajíc tělo Štefánikovo ...] – vybral Karel Josef Zákoucký. České Budějovice: Josef Svátek, 1919[6]
- On a ona, milenci: lyrika z válečných let – knihu vyzdobil Eduard Milén. Brno: Barvič a Novotný, 1921
- Valentina Čejky ráj i peklo: poválečný román člověka, veršem napsaný – Brno: Moravský legionář, 1921
- Dům naděje: verše předříjnové a další – Brno: MKS, 1924
- Čtverozvuk: František Taufer, Bedřich Beneš-Buchlovan, Vojtěch Martínek, Adolf Veselý – Brno: MKS, 1926
- Člověk na zemi: výbor z poesie – Praha: Jan Otto, 1927
- Strážce majáku: báseň – Praha: Kvasnička a Hampl, 1931
- Volání moře: výpravná báseň – Česká Třebová: František Lukavský, 1932
- Nemocný jde do léta – Praha: Leopold Mazáč, 1935
- Lyrické okouzlení: dva cykly básní – Praha: Václav Petr, 1939
- Vítr od moře: epos o vzestupu rodiny a národa o třech knihách [Strážce majáku. Volání moře. Slunečný jas.][7] – Kresba Ludmily Rambouské. Praha: L. Mazáč, 1940
- Balkon na obloze: román ve verších – Praha: V. E. Coufal, 1941
- Rozzáření zraků: výbor z lyriky z let 1910–1940 – průvodní stať napsal Bedřich Slavík; kresbami vyzdobil Jan Konůpek. Praha: Josef Lukasík, 1942
- Vysoké komíny: výpravná báseň o tvořivosti českého dělníka – výzdoba Miroslava Netíka. Brno: Karel Smolka, 1944
- Zvony osudu: výpravná báseň o českém venkovu z doby německé okupace: závěrečná část triptychu Muži proti osudu. Praha: Máj, 1945

### Próza
- Děti a moře: knížka dojmů z prázdnin – obrázky kreslil František Hlavica. Moravská Ostrava: A. Perout. 1923
- Nejkrásnější Brňanka a jiná pozorování ze zápisníku novinářova – ilustroval Eduard Milén. Letovice: Humana, 1926
- Okno do nebe: kniha radostného mládí – Praha: Jan Otto, 1926
- Eros ve válečné přilbici – 1931
- Zvěrokruh lásky – 1931
- Karlík letí na Mars – obrázky kreslil Karel Tomy Neumann. Praha: Josef Hokr, 1932
- Slunce nad Jugoslavií – 1936
- Živá řeka: bozi, lidé, zvířena i květena okolo Kazína na Berounce – Praha: Karel Voleský, 1939
- Pravěká osada: románová kronika únětického lidu z pravěku Čech – Praha: Miroslav Stejskal, 1941
- Dobrodružný kruh – Praha: M. Stejskal, 1942
- Letíme s oblaky: kniha radostného mládí – obálka a kresby Zdeněk Burian. Praha: Karel Voleský, 1943
- Země vřelé náručí: románová vidina a viděná skutečnost ze srdce Čech [Živá řeka. Pravěká osada] – kresbami vyzdobil Čeněk Duba. Moravská Ostrava: Josef Lukasík, 1943
- Doba spěla ke zkáze: románový triptych – Brno: Josef a Miroslav Stejskal, 1946
- Vánoční rouno z Kolchidy – Praha: v. n., 1947?
- Tábor na Sázavě: kniha radostného mládí – Praha: 1947
- Slunečná řeka: kniha z přírody a o přírodě naší domoviny – kresby Čeňka Duby. Přerov: Společenské podniky, 1949
- Vodáci z Olivové zátoky: příhody z prázdnin vodních skautů – ilustrace a obálka Zd. Buriana, kresby Evy Burianové. Praha: E. V. Marek, 1949
- Setkání s Abbé Pierrem – Adolf Veselý, Pavla Drinocká. Brno: s. n., 1993

Bez uvedení nakladatele viz

### Spisy
- Kritické poznámky k "Vranovu" Josefa Merhauta – Brno: s. n., 1906
- Německá Morava umělecká – in: Lidové noviny: 1. 4. 1911[8] 4. 4. 1911[9]
- Památce Viléma Mrštíka [Max Kurt: Divácký hřbitove; Josef Kalus: Památce Viléma Mrštíka; Metoděj Jahn: Několik gloss k úmrtí Vil. Mrštíka; Čeněk Kramoliš: Slupka tvrdá – jádro dobré; František Novák: Diváky; Karel Vojtěch Prokop; Stanislav Cyliak: Konec žádný: Tu sílu mít; Adolf Veselý: Májová vzpomínka na jedno taedium vitae]. Brno: Moravská knihovna, 1912?
- Výtvarnická Morava. I, dvanáct podobizen – Brno: Moravské nakladatelství, 1921
- Kurýr – Brno: v. n., 1924–1926
- Ztichlý básník [Petr Bezruč] – in: Přítomnost nezávislý týdeník; 21. 2. 1924[10] a 28. 2. 1924[11]
- Roztříštěné zrcadlo: slabikář pro čtenáře i spisovatele, typografy, bibliofily, vydavatele a ostatní pronárod: aforismy o krásné knize – k užitku, k radosti i k zlosti v hluku dnů. Praha: Huť, 1926
- Petr Bezruč: básník a člověk – Praha: Čin, 1927
- Kytička k osmdesátinám T. G. Masaryka: 7.3.1850–1930 – Hranice: Josef Hladký, 1930
- Tryzna za básníkem Karlem Hlaváčkem [Jan Opolský: U Hlaváčkova hrobu večer 14. června 1930; Jiří Karásek ze Lvovic: Vůně smrti; Adolf Veselý: Básnické dílo Karla Hlaváčka; Jarmil Krecar: Kreslířské dílo Karla Hlaváčka; Jiří Karásek ze Lvovic: Řeč nad hrobem Karla Hlaváčka]. Praha: Kvasnička a Hampl, 1930
- Letní plenér na Valašsku: bibliofilie – Místek: Lev Bílek, 1931
- Oldřich Blažíček – Brno: Rovnost, 1946
- Včelí společenství – ilustrace: obrázky podle fotografií moskevského studia Vojentechfilm a Josefa Žákavce. Brno: Rovnost, 1946

### Překlady
- Život básníkův: symfonie-drama: o třech jednáních a čtyřech obrazech – Gustave Charpentier. Brno: Filharmonická beseda brněnská, 1907
- Hostina u Trimalchiona – Petronius Arbiter; z latiny přeložili František Šebela a Adolf Veselý. Praha: Dělnická knihtiskárna, 1908
- Písně Bilitiny – Pierre Louÿs; in Český svět: 24. 9. 1909,[12] 8. 10. 1909,[13] 11. 2. 1910[14]
- Kamarádi – Hans Kahlenberg; z němčiny; in: 1000 nejkrásnějších novel č. 24. Praha: J. R. Vilímek, 1912
- Slučí hody – Guy de Maupassant; přeložili Emanuel Machek a Adolf Veselý; ilustrovali Lucien Barbut a Ch. Morel.
- Lyrická duše Jugoslavie – ze slovinštiny a srbochorvatštiny přeložili František Čuberka, František Hrbek a Adolf Veselý. Praha: v. n., 1934
- Jadran v soudobé jihoslovanské lyrice: antologie překladů Fr. Čuberky, Fr. Hrbka a Ad. Veselého ze 26 srbochorvatských a slovinských básníků – uspořádal a jako doplněk antologie Lyrická duše Jugoslavie vydal. Praha: v. n., 1935

### Drama
- Svatvečer: život, pohádka i balet o dvou dějstvích s proměnou – Praha: Máj, 1925

### Jiné
- Žhavý vítr života: pohled zpět i vpřed k Novému roku: novoročenka – Praha: s. n.,
- Moravský kras – sedm litografií a šestnáct kreseb Františka Süssra; napsal úvod. Brno: Bilík a spol., 1922
- Leoš Janáček: pohled do života i díla – uspořádal a vydal. Praha: F. Borový, 1924
- Alois Mrštík člověk a dílo – uspořádal a vypravil. Vyškov: František Obzina, 1925
- Metoděj Jahn člověk a dílo – uspořádal. Brno: MKS, 1925
- Josef Kalus člověk a dílo – J. Kalus; V. Martínek; P. Bezruč; uspořádal a vypravil. Brno: MKS, 1925
- V. K. Jeřábek člověk a dílo – G. Preissová; V. K. Jeřábek; V. Martínek; uspořádal a vypravil. Brno: MKS, 1926
- František Sokol-Tůma: člověk a dílo – V. Martínek; R. B. Mácha; J. F. Karas; M. Jahn; Antonín Hořínek; upravil A. Veselý; uspořádal V. Martínek. Brno: MKS, 1926
- Fr. S. Procházka člověk a dílo – Fr. S. Procházka; V. Martínek; uspořádal a vypravil. Brno: MKS, 1927
- Humor Otakara Bystřiny: z jeho spisů – napsal úvod, Praha: Jan Otto, 1927
- Konfiskace u Ottů ve válečných letech 1914–1918 – podle dostupných zachovaných dokladů uspořádali v jubilejním roce republiky 1928 Jaroslav Medek a Adolf Veselý; v úpravě Josefa Nováka. Praha: J. Otto, 1928
- Soubor prací prof. Oldřicha Blažíčka: 60. výstava Klubu výtvarných umělců Aleš Brno – napsal úvod. Praha: Unie, 1931
- Jubilejní výstava Joži Uprky v Praze 1931–1932: katalog – Sdružení výtvarných umělců a přátel československého umění Myslbek v Praze; napsal úvod. Praha: Myslbek, 1931
- Katalog 72. výstavy K. V. U. Aleš: Praha, Obecní dům, září 1932 – Adolf Veselý, Josef Zamazal; katalog Jožka Baruch. Brno: K. V. U. Aleš, 1932
- Československo-polská korespondence – zodpovědný redaktor. Praha: Československo-polská společnost, 1933
- XVI. Niko Miljan: katalog – Praha: Galerie Dra Feigla, 1933
- Prvý český průvodce královstvím Jugoslavie: stručná praktická příručka pro turisty – sestavil Karel Lemarie; přispěli Jar. Fencl, Karel Marek, Dr. Obrovački, Ad. Veselý; s 8 pohlednicemi S. Vukoviće a Jaroslava Kosiny. Praha: Jar. Fencl, 1935
- Gesamtausstellung akad. Mal. Čeněk Choděra – Vorwort Adolf Veselý. Praha: Jednota umělců výtvarných, 1942
- Alois Schneiderka: Zlín 1947 – Zlín: E. Potměšil, 1947
- Pětašedesátka Ferdiše Duši – Praha: Výtvarná práce, 1953
- Výtvarníci kraje Gottwaldov: materiály Adolfa Veselého – Hanuš Schwaiger, František Ondrušek, Bohumír Jaroněk, Alois Jaroněk, František Hlavica, Emil Hlavica, Rudolf Hlavica, Ferdiš Duša, Augustín Mervart, František Podešva, Břetislav Bartoš, Karel Tondl, Alois Schneiderka, Josef Schneiderka, Ludvík Schneiderka,  Josef Zamazal, Jaroslav Veris, Josef Brož, Zdeněk Burian, Josef Hapka, Ludvík Klímek, Alois Juřička, Karel Živný, Vladimír Hroch, Rudolf Gajdoš, Karel Hofman, Josef Kousal, Luděk Havelka, Jožka Baruch, Jan Kobzáň, Antonín Strnadel, Marie Vořechová-Vejvodová, Herta Prymusová, Stanislav Ježek, Jan Knebl, Jiří Jaška, Ladislav Vlodek, Bohumil Jahoda, Mirko Stejskal, Joža Antek, Max Švabinský, Oldřich Zezula, Karel Minář, Josef Písecký, Eduard Světlík, Jan Jílek, Karel Žádník, Joža Uprka, Cyril Mandel, Ludvík Ehrenhaft, Antonín Blažek, Stanislav Lolek, Jano Köhler, Alois Kalvoda, Roman Havelka, Antoš Frolka, Joža Koudelka, Jiří Mandel, Cyril Jančálek, Hubert Kovařík, Rudolf Livora, Otto Molitor, Jan Smítal, Jaroslav Melichárek, Bedřich Saňa, Jan Kreutz, Jan Janča, Arnošt Hrabal, František Vrobel, Franta Uprka, Alois Bučánek, Jan Znoj, Demter Livora, Ferda Štábla. Praha: s. n., 1955
- Mrtvá mezi dvěma živými: povídka novoroční noci: novoročenka – Praha: v. n., před 1961